# Cromosoma 18

Cromátida del cromosoma 18.

El Cromosoma 18 es uno de los 23 pares de cromosomas del cariotipo humano. La población posee, en condiciones normales, dos copias de este cromosoma, uno heredado de la madre y uno del padre durante la reproducción sexual. El cromosoma 18 se compone de alrededor de 76 millones de pares de bases, que representan cerca del 2,5% de la cantidad total de ADN de la célula.

## Genes

### Número de genes
La identificación de genes en cada uno de los cromosomas es obtenida por medio de diferentes métodos, lo que da lugar a pequeñas variaciones en el número de genes estimados en cada cromosoma, según el método utilizado.
| Base de datos | Genes codificantes de proteínas | ADN no codificante | Pseudogenes | Fecha      | Ref.               |
| ------------- | ------------------------------- | ------------------ | ----------- | ---------- | ------------------ |
| CCDS          | 259                             | --                 | --          | 26/10/2022 | [ 2 ]              |
| HGNC          | 259                             | 188                | 259         | 11/04/2025 | [ 5 ]              |
| Ensembl       | 267                             | 699                | 264         | 13/05/2024 | [ 6 ]              |
| UniProt       | 280                             | --                 | --          | 05/02/2025 | [ 7 ]              |
| NCBI          | 268                             | 459                | 312         | 23/08/2024 | [ 8 ] [ 9 ] [ 10 ] |

Algunos de ellos son:
- FECH: ferroquelatasa (protoporfiria)
- NPC1: enfermedad de Niemann-Pick, tipo C1
- SMAD4:
- GRP: en la ubicación 18q21.

## Enfermedades relacionadas
Las siguientes enfermedades y desórdenes son algunos de los relacionados con genes situados en el cromosoma 18:
- Porfiria eritropoyética
- Enfermedad de Rendu-Osler-Weber
- Enfermedad de Niemann-Pick
- Porfiria
- Mutismo selectivo
- Síndrome de Edwards
- Tetrasomía 18p
- Trisomía 18